# Crisis (1946)

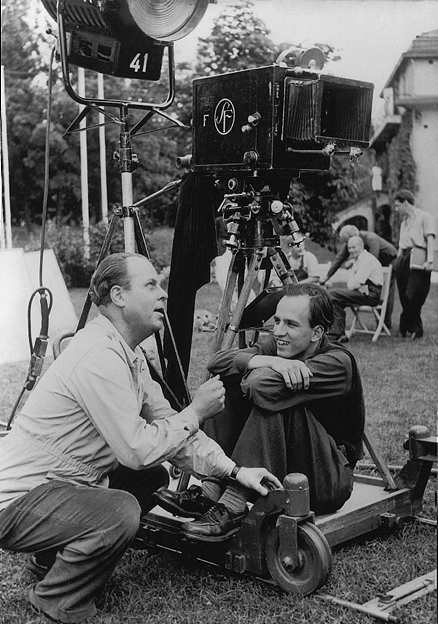
Ingmar Bergman op de set van Crisis

Crisis (Zweeds: Kris) is een Zweedse dramafilm uit 1946 onder regie van Ingmar Bergman.

## Verhaal
Nelly wordt in een klein Zweeds dorpje opgevoed door haar pleegmoeder. Haar natuurlijke moeder, die een nieuwe minnaar heeft, eist haar op een dag terug op. Die minnaar verleidt Nelly, maar pleegt zelfmoord nadat hij door de vrouw is betrapt.

## Rolverdeling
| Acteur           | Personage    |
| ---------------- | ------------ |
| Inga Landgré     | Nelly        |
| Dagny Lind       | Ingeborg     |
| Marianne Löfgren | Jenny        |
| Stig Olin        | Jack         |
| Allan Bohlin     | Ulf          |
| Signe Wirff      | Tante Jessie |